# Friedrich von Hagen (Forstmann)

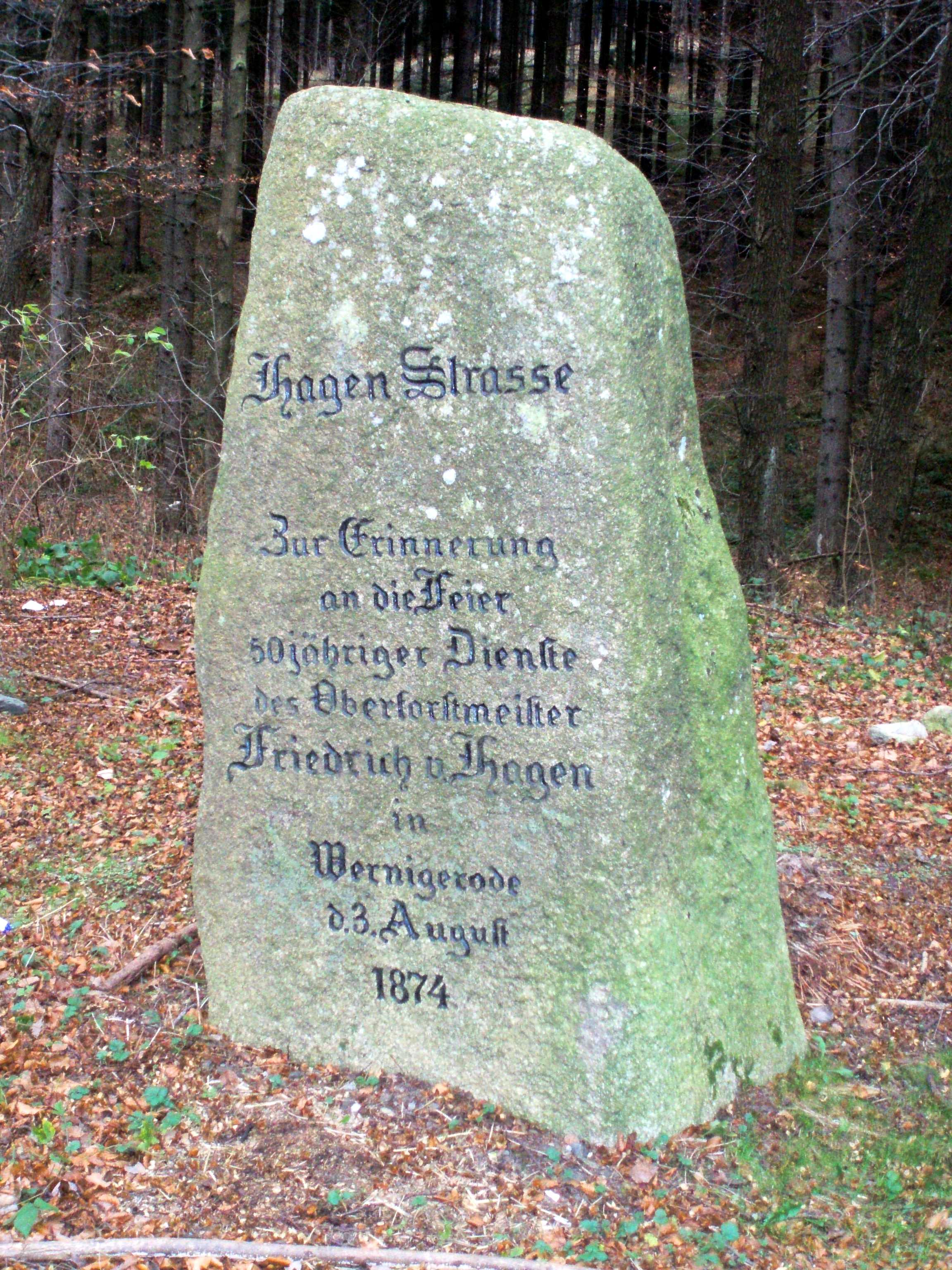
Hagen-Stein an der gleichnamigen Straße

Friedrich Wilhelm von Hagen (* 25. Oktober 1801 in Ilsenburg; † 24. August 1880 in Wernigerode) war ein deutscher Forstmann im Harz.

## Herkunft
Er entstammt der bekannten Förster-Familie Hagen (Allendorfer Linie). Seine Eltern waren der gräflich stolberg-wernigerödische Forstmeister Friedrich Wilhelm von Hagen (1754–1827) und dessen zweiter Ehefrau Christiane Charlotte Hardege (1775–1851). Er hatte noch fünf weitere Brüder, die alle bedeutende Förster waren, darunter: Otto (1817–1880), Justus Dietrich (1811–1866), Ferdinand (1800–1874) sowie August (1776–1839) und Karl Ludwig (1787–1850).

## Leben
Er besuchte von 1814 bis 1820 das Lyceum zu Wernigerode. Anschließend studierte er auf Wunsch seines Vaters Jura in Göttingen. Von 1824 bis 1825 war er in der ersten Stufe seiner juristischen Ausbildung nach dem Studium Oberlandesgerichts-Auskultator am Königlichen Land- und Stadtgericht Quedlinburg. Mitte 1827 wurde er Kammersekretär des Grafen Henrich zu Stolberg-Wernigerode. 1832 folgte seine Beförderung zum Kammerassessor. Im Jahre 1833 wurde er Wirkliches Kammermitglied und erhielt damit eine Stimme in der gräflichen Kammer in Wernigerode. Nach weiteren fünf Jahren erfolgte seine Ernennung zum gräflich-stolbergischen Kammerrat. In dieser Zeit sammelte er vielfältige Erfahrungen in der Forstwirtschaft, sodass er nach dem Tod des gräflichen Oberforstmeisters Christian Ludwig Hartmann von Landwüst am 4. Juni 1845 die Oberaufsicht und Leitung aller forstlichen Geschäfte des Wernigeröder (Provinz Sachsen) und Hohnsteinschen Forstes (Königreich Hannover) mit dem Titel Forstrat erhielt. Nach knapp zehnjähriger erfolgreicher Tätigkeit erfolgte am 23. April 1855 seine Ernennung zum Oberforstmeister.
Um 1852/1853 führte von Hagen eine Vielzahl von Brockenaufstiege durch und entwickelte die These, dass die Brockenspitze nie bewaldet war, und führt dies auf die Sturmwirkung und Eisbruch zurück. Hierzu veröffentlichte er 1853 einen Beitrag.
Friedrich von Hagen wurde am 1. April 1875 auf eigenen Wunsch in den Ruhestand versetzt. Zuvor erfolgte noch seine Ernennung zum Ehrenmitglied der gräflichen Kammer, was ihm die Möglichkeit bot, auch weiterhin an den Sitzungen des Kammerkollegiums teilzunehmen. Seinen Ruhestand verbrachte von Hagen in Ilsenburg.

## Würdigung
Graf Otto zu Stolberg-Wernigerode bestimmte am 1. August 1874 zum 50-jährigem Dienstjubiläum von von Hagen:
„Zur Erinnerung an die am 3.ten d.M. bevorstehende Feier des fünfzigjährigen Dienst-Jubiläums des Ober-Forstmeisters von Hagen bestimme Ich, daß von dem gedachten Tage an die von hier nach Schierke führende Chaussee von dem Punkte ab, wo sie in die Chaussee des Thumkuhlenthals einmündet, bis Schierke den Namen "Hagen-Straße" führen soll. Zum bleibenden Gedächtniß dieser Bezeichnung und der dazu Veranlassung gebenden Feier bestimme Ich ferner, daß an einem geeigneten Puncte der Hagen-Straße ein mit entsprechender Inschrift versehener Denkstein errichtet werden soll.“
Genanntes Denkmal, ein ca. 1,5 Meter hoher Felsbrocken mit Inschrift, wurde am westlichen Straßenrand, etwa 2 Kilometer hinter dem Ortsausgang von Hasserode errichtet, wo er noch heute seinen Standort hat. Damit trägt die Verbindungsstraße zwischen Wernigerode und Schierke seinen Namen.

## Veröffentlichungen (Auswahl)
- Unter welchen Verhältnissen ist das Ausästen der Mutterstämme in Samen- und Lichtschlägen der Wegnahme ganzer Stämme zur Erlangung und Fortbildung des Anwachses vorzuziehen?, Verhandlungen des Harzer Forst-Vereins, Blankenburg, 1853
- Nachrichten über die Holzpreise in den Wernigerödischen Forsten im Jahre 1852, Verhandlungen des Harzer Forst-Vereins, Blankenburg, 1853
- Vortrag zur Beantwortung der Frage, ob die jetzt baumleere Höhe des Brockens vormals bewaldet gewesen ist?, Verhandlungen des Harzer Forst-Vereins, Blankenburg, 1853
- Eine wissenschaftliche Auseinandersetzung mit dem Beitrag über das Ausästen ist erhalten geblieben.[6]

## Familie
Hagen heiratete am 25. April 1837 in Gollwitz Charlotte Marie Tiebe (* 5. Juli 1817; † 22. März 1893). Das Paar hatte mehrere Kinder:
- Karl Oskar (* 13. Juli 1838), Herr auf Gollwitz ⚭ 1878 Freiin Hedwig Luise Katharine von Rheinbaben (* 8. November 1853)
- Ernst Viktor (* 16. Januar 1840; † 29. Juni 1866)
- Marie Emma (* 2. September 1846) ⚭ 1869 Arthur von Schaper (1844–1911), Herrn auf Falkenberg
- Karl Wilhelm (* 6. September 1850; † 22. Februar 1926) ⚭ 1882 Sophie Marie Johanne Hanna de Vaux  (* 12. März 1861; † 23. August 1927)